# IAAF 콘티넨털컵
IAAF 콘티넨털컵(영어: IAAF Continental Cup)은 국제 육상 경기 연맹(IAAF)가 주관하는 대륙별 국제 육상 경기 대회이다. 과거 IAAF 월드컵(IAAF World Cup)으로 불렸던 이 대회는 개인이 아니라 대륙별로 경쟁하는 유일한 국제 육상 대회이다. 대회는 4년에 한 번씩 열린다.